# Guaraní mbyá
La lengua mby'a guaraní   es una lengua de la familia tupí-guaraní hablada por unas 20.000  personas de la fracción mbya guaraní en el cono sur.
Como muchas de las lenguas amerindias no posee literatura escrita. Se han publicado glosarios y pequeños diccionarios de esta lengua en Paraguay, Argentina y Brasil. Tiene algunas diferencias, especialmente lexicales y fonológicas, con el guaraní paraguayo estándar. Ethnologue considera que la similitud entre el léxico de ambas hablas es de 75 %. Vellard (1933) señala que todos los hombres mbyá hablaban además el guaraní paraguayo, pero los peones paraguayos que lo acompañaban no podían entender una conversación entre dos mbyá. Solo pidiéndoles a aquellos que repitieran lentamente el diálogo, podían estos captar el sentido general de lo que se decía.

## Glosario

#### Breve vocabulario
| Español      | Guaraní Paraguayo | Guaraní Mbya |
| ------------ | ----------------- | ------------ |
| Jaguar       | Jaguarete         | Jagua        |
| Yo voy       | Che aha           | Che aa       |
| Todavía      | Gueteri           | Poteri       |
| Ahora        | Ko'ág̃a            | Aỹ           |
| Carne        | So'o              | Cho'o        |
| Guayaba      | Arasa             | Aracha       |
| En el arroyo | Ysyrype           | Ychyrypy     |
| Pecado       | Angaipa           | Javu         |
| Pocos        | Mbovy             | Mbovyéy      |

#### Números
| Español | Guaraní Paraguayo | Guaraní Mbya     |
| ------- | ----------------- | ---------------- |
| Uno     | Peteĩ             | Peteĩ            |
| Dos     | Mokõi             | Mokõi            |
| Tres    | Mbohapy           | Mboapy           |
| Cuatro  | Irundy            | Irundy           |
| Cinco   | Po                | Ñirũi            |
| Seis    | Poteĩ             | Mboapy meme      |
| Siete   | Pokõi             | Mboapy meme rire |
| Ocho    | Poapy             | Irundy meme      |
| Nueve   | Porundy           | Irundy meme rire |
| Diez    | Pa                | Peteĩ ñirũi rire |

- Observaciones: Tanto en el guaraní paraguayo como en el guaraní mbya se cuenta solo hasta cinco. Nótese la diferencia en la estructuración a partir del sexto conteo. En el guaraní paraguayo el número seis se compone adjuntando la sumatoria de 5 + 1: Poteĩ (Po + peteĩ). En cambio, en el guaraní mbya se duplica el conteo: Mboapy meme (dos veces tres). En el guaraní paraguayo el número nueve se estructura con la regla del 5 + 4: Porundy (Po + irundy). Mientras que en guaraní mbya al nueve se le denomina: Irundy meme rire (Dos veces cuatro más una adición).

#### Momentos del día
| Español    | Guaraní Paraguayo | Guaraní Mbya |
| ---------- | ----------------- | ------------ |
| Madrugada  | Ko'etĩ            | Koẽmbarai'i  |
| Amanecer   | Ko'ẽ              | Pyareve'i    |
| Mañana     | Pyhareve          | Pyareve      |
| Mediodía   | Asajepyte         | Kuaray mbyte |
| Tarde      | Ka'aru            | Ka'aru       |
| Atardecer  | Ka'aruete         | Ka'aru'i     |
| Noche      | Pyhare            | Pyare        |
| Medianoche | Pyharepyte        | Pytũ mbyte   |

La definición del término Etnia:  Comunidad humana definida por afinidades raciales, lingüísticas, culturales, etc.
Por otro lado, expone Gilberto Giménez que  la Etnia entendida como un concepto referido a comunidades culturales (generalmente minoritarias) fundadas en la Creencia en una consanguinidad imaginaria, y que por eso mismo se atribuyen ancestros comunes y utilizan la gramática de la familia, es un concepto científico construido para entender a ciertos tipos de “grupos primordiales”, como son los indígenas en México y América Latina.
En el Paraguay existen registros que afirman que  desde épocas prehistóricas continúan habitando descendientes de pueblos pertenecientes a las más variadas culturas, conformando un mosaico étnico de característicascomplejas. Los pueblos primitivos formaban familias o tribus con rasgos bien específicos y diferenciados; desde su idioma diferente, la organización social, su cosmovisión, hasta por la expresión de sus emociones a través de cantos, danzas, mitos y leyendas.
En la actualidad en Paraguay son apenas alrededor de 30 000 individuos, sobreviviendo grandes familias, establecidas a su vez en numerosas tribus. El número de indígenas es escaso.
```
La Dirección General de Estadística nos informa, basada en el censo de 1950, (gentileza de Dr. Carlos Soler): la población indígena censada fue de 12
 
881, indígenas selváticos no censados 17
 
000 y en su totalidad 29
 
881 constituyen el 2 % de la población del país. (Boettner 2008)
```

Ubicación: las tribus más tenaces huyen de la civilización. Buscan las regiones menos pobladas como son el chaco, Alto Paraná y los grandes bosques en la región de Caaguazú, del Amambay, etc.(Boettner 2008)
Grupos étnicos: Los guaraníes tienen numerosas parcialidades con nombres propios: Chiriguanos (cerca de Bolivia), tovatines, chiripás, caynguás, guayaquíes, tapés, itatines, etc.
Otras tribus no guaraníes: mbocoví, chaná, tobas o agaces, guaicurús muy belicosos, mbayá, chiquitos. 
Debemos agregar otras tribus como los Macá, los churupíes (o chulupíes), etc.
Tribus precoloniales: es interesante citar las escasas informaciones de los primeros conquistadores. Ulrich Schmiedel (15), el soldado historiador dice: “En este tiempo los indios asaltaron nuestra ciudad de Buenos Aires”. 
Eran 23.000 hombres pertenecientes a cuatro naciones: Querandí, Guaraní, Charrúa, Chaná-timbú. “Por aquel tiempo perecieron también unas 20 personas que fueron muertos y comidos por los carios”. Los carios era un nombre genérico de los guaraníes.(Boettner 2008)
La extensión de los Guaraníes eran muy numerosas y cubrían una región que se extendía desde el Caribe hasta las proximidades del Río de la Plata. La toponimia esta nutridamente influenciada por el idioma guaraní. Al estudiar la música indígena no podemos por eso reducirnos a los límites políticos del actual Paraguay ya que en el mapa indígena es distinto y mucho más amplio.